# Pierre Thomas Le Roy de Boisaumarié
Pour les articles homonymes, voir Le Roy.
Pour les autres membres des familles, voir Ernest Le Roy de Boisaumarié et Pierre Le Roy de Boiseaumarié.
Pierre Thomas Le Roy de Boisaumarié (né le 12 février 1773 à Longny-au-Perche et mort le 27 avril 1837 à Pau), est un homme politique et haut fonctionnaire du Premier Empire.

## Biographie
Pierre Thomas Le Roy de Boisaumarié, Normand, sortait du collège, lorsqu'il entra au service au commencement de la Révolution française. Lieutenant peu de temps après, il devint officier d'état-major dans le 3e bataillon de volontaires de l'Orne.
Attaché à l'état-major du général Marceau, il fut appelé, en 1799, aux fonctions de capitaine, puis, en 1802 à celles de rapporteur du conseil de guerre de la 1re division militaire (Paris).
Le 6 germinal an X (27 mars 1802), il est appelé à siéger au Tribunat. Secrétaire de cette assemblée, il fit partie d'un grand nombre de commissions. Absent le jour où l'on proposa d'élever le Premier Consul à la dignité impériale, il donna par lettre son adhésion. Il prit part aux travaux du Code Civil et fut rapporteur du titre 10 relatif à la minorité, la tutelle, l'émancipation, et des sept premiers titres du Code de commerce.
Le 25 prairial an XII, il fut reçu membre de l'ordre de la Légion d'honneur.
Après la suppression du Tribunat en 1807, il entra au Corps législatif, où il fit plusieurs fois partie de la commission des finances, et fut candidat à la questure.
Créé chevalier de Boisaumarié et de l'Empire le 10 septembre 1808, il deviendra par la suite baron de l'Empire.
Boisaumarié sortit du Corps législatif le 22 juin 1811, pour prendre possession de la préfecture du Var (Draguignan).
Lors de la chute du trône impérial, les hommes comblés des bienfaits de Napoléon Ier, s'éloignèrent de lui, mais le préfet du Var, fidèle au malheur, reçut son ancien empereur, comme il l'eût fait au temps où celui-ci portait le sceptre de l'Europe : il lui prodigua les marques de son respect, le sauva des injures et des outrages de la populace, et l'accompagna jusqu'à Fréjus.
Cette noble conduite ne fut pas appréciée, le chevalier Leroy fut renvoyé de sa préfecture, et M. de Bouthillier lui succéda, le 14 juin 1814.
Durant les Cent-Jours, Napoléon lui confia la préfecture du Loiret, le 30 mars 1815 ; il l'avait déjà nommé, le 23 de ce mois, à celle de la Moselle, et le 28, à celle des Hautes-Alpes.
« On doit, dit la Biographie Michaud, des éloges à la conduite et aux talents de M. Leroy, pendant les trois mois que durèrent ses fonctions ; il sut se concilier l'estime de tous les partis, et donna tous ses soins au maintien de la tranquillité, et au respect des personnes. Au retour du roi, il passa au-delà de la Loire, avec l'armée française, et coutinua son administration dans cette partie du département du Loiret, jusqu'au rétablissement des communications. »
N'étant plus employé par le gouvernement de la Restauration, 
Le Roy de Boisaumarié fut mis à la retraite comme capitaine d'infanterie le 20 octobre 1819 mais reprit sa carrière préfectorale sous Louis-Philippe Ier : préfet d'Ille-et-Vilaine en 1830, il passa à la préfecture des Basses-Pyrénées en 1832.

### Vie familiale
Pierre Thomas Le Roy, baron de Boisaumarié, épousa Mélanie Belloc 
(9 janvier 1790 - paroisse Saint-Nicolas, Nantes ✝ 6 juillet 1877), issue d'une famille de négociants nantais et sœur du peintre Jean-Hilaire Belloc. De leur union naquirent deux fils :
- Ernest Hilaire, 2e baron de Boisaumarié (3 juin 1810 - Longny-au-Perche ✝ 5 juillet 1872 - Fleurus, Landes),  haut fonctionnaire et homme politique de la Monarchie de Juillet et du Second Empire, marié à Marie-Eugénie Lagelouze (1822 ✝ 24 janvier 1899 - Château de Fleurus, Landes), dont il eut :
  - Mélanie (10 mai 1842 - Bayonne ✝ 6 octobre 1914 - Saint-Sever), mariée, le 15 juin 1863 (Rouen), avec Auguste Grandin de L'Eprevier (1834 ✝ 1889), trésorier-payeur général, dont un fils et une fille ;
  - Alexandrine (née le 12 août 1844 - Bayonne (Basses-Pyrénées)), mariée, le 7 janvier 1869 (Rouen), avec Henry Faton de Favernay (9 mars 1827 - Amiens ✝ 25 mai 1886 - Paris), sous-préfet, conseiller général et député des Landes (1885), dont un fils ;
  - Eugénie (28 mai 1848 - Mont-de-Marsan ✝ 18 mai 1921 - Artix), mariée (union sans postérité) le 4 juin 1872 (Château de Fleurus, Landes), avec Henri de Lestapis (1843 ✝ 1928), magistrat, Conseiller général des Basses-Pyrénées (1903), président des Syndicats agricoles des Pyrénées et des Landes, membre fondateur de la Caisse d'Épargne, Chevalier de l'Ordre de Saint-Grégoire-le-Grand, fils de Paul-Jules-Sévère de Lestapis ;
- Pierre-Alexandre (20 juillet 1812 - Draguignan ✝ 26 juin 1857 - Vanves), préfet de Saône-et-Loire (1849-1851), préfet du Calvados (1851-1853), marié vers 1847 avec Marie d'Arthez (7 juillet 1831 - Londres ✝ 15 janvier 1848 - Bayonne), dont deux enfants, lesquels moururent jeunes et sans postérité ; puis marié, le 14 décembre 1852 avec Clothilde Viel (1833 ✝ décembre 1911), fille de Just Viel (1792 ✝ 1864) maire du Havre, dont il eut :
  - Just Napoléon (13 septembre 1853 - Caen ✝ 24 février 1911), 3e baron de Boiseaumarié, capitaine au 9e régiment de hussards (1894), marié avec Mlle Santini, fille d'un intendant militaire. Ensemble, ils eurent :
    - Pierre Marie Gabriel (5 avril 1890 - 16 juin 1967 - Châteauneuf-du-Pape), 4e baron de Boiseaumarié, pilote de chasse durant la Première Guerre mondiale (1914-1918), viticulteur, cofondateur de l'Académie du vin de France (1933), de l'Institut National des Appellations d'Origine (1835), président de l'Office international de la vigne et du vin, membre correspondant puis titulaire de l'Académie de philatélie, Chevalier de la Légion d'honneur ;
    - et deux autres fils.

## Fonctions
- Lieutenant d'infanterie (1789) ;
- Officier d'état-major dans le 3e bataillon de volontaires de l'Orne ;
- Attaché à l'état-major du général Marceau ;
- Capitaine (1799) ;
- rapporteur du conseil de guerre de la 1re division militaire (Paris, 1802) ;
- Membre du Tribunat, puis secrétaire de cette assemblée ;
- Député de l'Orne au Corps législatif (1807) ;
- Préfet du Var (22 juin 1811 - 1814) ;
- Nommé préfet de la Moselle (23 mars 1815, sans suite) ;
- Nommé préfet des Hautes-Alpes (28 mars 1815, sans suite) ;
- Préfet du Loiret (30 mars 1815 : Cent-Jours) ;
- Préfet d'Ille-et-Vilaine en 1830 ;
- Préfet des Basses-Pyrénées (1832).

## Titres
- Chevalier de Boisaumarié et de l'Empire (10 septembre 1808) ;
- 1er Baron de Boisaumarié et de l'Empire.

## Distinctions
- Légion d'honneur :
  - Chevalier (25 prairial an XII), puis,
  - Commandeur de la Légion d'honneur.

## Règlement d'armoiries
« D'azur au chevron de gueules chargé du signe des chevaliers légionnaires, accompagné à dextre d'une tour d'or maçonnée de sable et à senestre d'une balance d'argent, en pointe d'un livre ouvert d'argent. »